# Oana Țoiu
Oana Țoiu, née le 9 juillet 1985 à Călărași (Roumanie), est une femme politique roumaine. Membre de l'Union sauvez la Roumanie, elle est nommée ministre des Affaires étrangères au sein du gouvernement Bolojan le 23 juin 2025.

## Biographie

### Jeunesse, études et début de carrière
Oana-Silvia Țoiu naît le 9 juillet 1985 à Călărași, en Roumanie. En 2004, elle est diplômée du Collège national Constantin Carabella de Târgoviște. Elle entame des études à la faculté de journalisme et d'études de communication, rattachée à l'université de Bucarest, qu'elle termine en 2009, avec une spécialisation en communication, relations publiques et publicité. Elle reçoit en 2014 une bourse d'études du German Marshall Fund of the United States. 
Oana Țoiu devient entrepreneuse sociale et fonde Social Innovation Solutions, une société de conseil et de formation dans les domaines de l'entrepreneuriat, de la protection sociale, des politiques publiques et de l'éducation.

### Début de carrière politique
De 2016 à 2017, elle est secrétaire d'État au sein du ministère du Travail et de la Protection sociale (en). Elle est ensuite candidate aux élections européennes de 2019, sur la liste Alliance 2020 USR-PLUS, coalition entre le Parti de la liberté, de l'unité et de la solidarité (PLUS) et l'Union sauvez la Roumanie (USR).
Elle est élue députée de Bucarest le 6 décembre 2020, lors des élections parlementaires. Elle représente à la Chambre des députés l'Alliance 2020 USR-PLUS. Elle est réélue lors des élections parlementaires de 2024, le 1er décembre 2024.
En 2021, Oana Țoiu figure parmi le gouvernement proposé par Dacian Cioloș, en tant que ministre du Travail et de la Protection sociale, mais celui-ci est rejeté par la représentation parlementaire. 

### Ministre des Affaires étrangères
Le 23 juin 2025, elle est nommée ministre des Affaires étrangères au sein du gouvernement d'Ilie Bolojan. Elle remplace Emil Hurezeanu. Sa nomination ne fait pas l'unanimité, un membre de l'AUR critiquant un prétendu manque d'expérience.